# 히키다 유토
히키다 유토(일본어: 疋田 優人, 1998년 4월 7일~)는 일본의 축구 선수이다.

## 구단 경력
그는 2021년 J2리그의 파지아노 오카야마에 입단했다. 2022년까지 15경기에 출전하여, 2득점을 넣었다. 2023년 J3리그의 에히메 FC로 이적했다.